# كاسر الحجر المخروطي
كاسر الحجر المخروطي أو السفرس المخروطي هي نبات معمر عشبي ينتمي إلى فصيلة كاسرات الحجر.